# Duclair
Duclair – miejscowość i gmina we Francji, w regionie Normandia, w departamencie Sekwana Nadmorska. Przez miejscowość przepływa Sekwana. 
Według danych na rok 1990 gminę zamieszkiwały 3822 osoby, a gęstość zaludnienia wynosiła 381 osób/km² (wśród 1421 gmin Górnej Normandii Duclair plasuje się na 65. miejscu pod względem liczby ludności, natomiast pod względem powierzchni na miejscu 349.).